# Salesio Nuhs
Salesio Nuhs (Gaspar, 22 de maio de 1960), iniciou sua carreira executiva na indústria têxtil catarinense Linhas Círculo, onde atuou também em Porto Alegre e em São Paulo. Na década de 90 entrou no segmento das armas e munições, atuando na Companhia Brasileira de Cartuchos (CBC) por mais de 30 anos.
Em 2018, assumiu o cargo de CEO Global da Taurus Armas e foi responsável pela reestruturação da empresa, transformando-a na maior vendedora de armas leves do mundo. Atualmente, comanda as fábricas da Taurus Armas no Brasil, Estados Unidos (“Taurus USA”) e Índia.
É também Presidente da Associação Nacional da Indústria de Armas e Munições (ANIAM), entidade civil, sem fins lucrativos, que representa e defende os interesses da indústria brasileira de armas e munições e, consequentemente, de todos os envolvidos no segmento, contribuindo para o fortalecimento de todo o setor no país e no exterior e para a manutenção de uma Base Industrial de Defesa em prol da Defesa Nacional e da Segurança Pública.
Desde 2019 é Presidente da Sociedade Brasileira de Conservação da Fauna (SBCF). É Vice-presidente do Sindicato Nacional das Indústrias de Materiais de Defesa (SIMDE) no triênio 2022/2024 e Diretor de Departamento de Defesa e Segurança (DESEG) da Federação das Indústrias do Estado de São Paulo (FIESP).

## Carreira
Salesio Nuhs tem mais de 30 anos de atuação no segmento de armas e munições, sendo importante referência nesse mercado. Foi Vice-presidente Comercial e de Relações Institucionais da Companhia Brasileira de Cartuchos (CBC), tendo ingressado na fabricante em 1990.
Coordenou em 2005 a campanha do “NÃO” no referendo popular, onde foi rejeitada a proibição do comércio de armas de fogo e munições no Brasil e garantido o direito à legítima defesa aos brasileiros. 
É conhecido sobretudo por ter sido responsável pelos novos e promissores rumos da Taurus Armas, promovendo a maior reestruturação da história da Taurus no Brasil e nos Estados Unidos, pela instalação de uma fábrica da Taurus na Índia, por meio de uma joint venture com transferência de tecnologia brasileira de acordo com o programa "Make in India", além da criação do Centro Integrado de Tecnologia e Engenharia Brasil Estados Unidos. Também inaugurou um escritório da Taurus na Arábia Saudita e assinou um Memorando de Entendimentos (MoU) no país para o estudo e entendimento mútuo sobre a viabilidade de constituição de uma joint venture para produção local.
É responsável pelo desenvolvimento de projetos pioneiros, como a primeira arma com grafeno (a GX4 Graphene) que marcou o início da terceira geração de pistolas, uma tecnologia desenvolvida em território nacional para o resto do mundo e do primeiro calibre brasileiro da história, o .38 TPC – Taurus Pistol Caliber. Investe, como gestor da Taurus Armas, em pesquisas com nióbio, incluindo sua aplicação no sistema de produção MIM (Metal Injection Molding), tecnologia na qual a empresa detém a maior planta da América Latina.
No âmbito social, sua contribuição durante a pandemia de COVID-19 ultrapassou mais de R$ 15 milhões em doações realizadas pela Taurus Armas, ajudando em sua gestão a aumentar o volume de testes, tanques de oxigênio, equipamentos de proteção, alimentos, leitos de UTI (Unidade de Tratamento Intensivo) e outras necessidades advindas de hospitais e instituições de caridade.
É o idealizador do Projeto Taurus do Bem – Respeitando as Diferenças em Prol da Igualdade, iniciativa instituída em 2021, que faz parte do Programa de Educação Continuada Taurus. Em parceria com a APAE de São Leopoldo e o SENAI, o projeto capacita pessoas com deficiência intelectual, promovendo seu bem-estar e inclusão.
Em 2024, na calamidade causada pelas fortes chuvas no Rio Grande do Sul, atuou no apoio à população da região, aos colaboradores da Taurus Armas e familiares. Entre outras medidas, organizou e coordenou, com diversos voluntários e organizações, um centro de arrecadação e separação de donativos nas instalações da Taurus, por onde passaram mais de 1.800 toneladas de donativos, para apoio a milhares de pessoas.
Criou em 2022, junto com o conselho de administração da Taurus Armas, o Comitê de ESG (sigla para as melhores práticas ambientais, sociais e de governança corporativa), sendo a Taurus pioneira em seu segmento da Base Industrial de Defesa no mundo. Em 2024, a empresa, em sua gestão, foi reconhecida com o Selo Prata do Programa Brasileiro GHG Protocol, concedido pelo Centro de Estudos em Sustentabilidade da Fundação Getúlio Vargas (FGVces), pelo comprometimento na mensuração e divulgação de suas emissões de gases de efeito estufa (GEE). Também em 2024, apresentou a 2ª edição do Relatório de Sustentabilidade da Companhia abordando o tema ESG.

## Homenagens e Prêmios
Ao longo de sua trajetória profissional, Salesio Nuhs recebeu diversas homenagens e condecorações, entre elas: Título de "Cidadão Ribeirãopirense" (mar./2017); Homenagem do Rotary Club de Gaspar (jun./2019); Medalha da Ordem do Mérito Tiradentes, no grau "Comendador", concedida pelo Governador do Estado de Goiás Ronaldo Caiado, pelos relevantes serviços a Corporação (jul./2019); Reconhecimento do Curso de Material Bélico/AMAN pelos relevantes serviços prestados, por ocasião da reforma do Pavilhão de Instrução de Munições e Armamento (fev./2021); Medalha da 55ª Legislatura pela Assembleia Legislativa do Estado do Rio Grande do Sul (jun./2021); Medalha da 55ª Legislatura da Assembleia Legislativa do Rio Grande do Sul (jul./2021); Medalha do Mérito Farroupilha, da Assembleia Legislativa do Estado do Rio Grande do Sul (set./2021); Comenda da Corregedoria-Geral da Brigada Militar, em virtude da comemoração do Jubileu de Prata (25 anos da Corregedoria) (ago./2022); Comenda Porto do Sol, da Câmara Municipal de Porto Alegre (ago./2022); Diploma Amigo da Academia Militar das Agulhas Negras (abr./2024); Medalha do Mérito de Operações de Choque (MOC) do 1º Batalhão de Polícia de Choque da Brigada Militar do Rio Grande do Sul (ago./2024); Medalha de Mérito “Honoris Causa” pela Academia Brasileira de Letras das Guardas Municipais (set./2024); Certificado de Honraria da Assembleia Legislativa do Estado de São Paulo (dez./2024).
Em sua gestão, a Taurus Armas já conquistou 39 prêmios internacionais em reconhecimento pelo seu elevado padrão de qualidade e inovação, entre eles: o Handgun of the Year, Editor’s Choice Award e o NASGW-POMA Caliber, uma das premiações mais importante da indústria de armas norte americana, que elegeu a pistola Taurus GX4 como “Melhor Nova Arma de 2021” e “Melhor Novo Produto Geral”. Em 2023, ampliou suas conquistas com a GX4 XL sendo eleita “Melhor Pistola 2023”, com o prêmio Great Buy na categoria microcompacta pela revista Outdoor Life. Já a pistola Taurus TX22 foi reconhecida com o Gold Award 2022 como “Novo Produto Favorito” pela Shooting Sports Retailer.
Conquistou o Prêmio Exportação e contribuiu para a empresa estar entre as mais inovadoras do Sul do Brasil pelo Prêmio Campeãs da Inovação. Nos anos de 2023 e 2024, conquistou destaque para a Taurus Armas no anuário “500 Maiores do Sul”, elaborado pelo Grupo Amanhã em parceria com a PwC. Em reconhecimento pelo constante relacionamento da Taurus Armas com investidores e analistas, recebeu o selo Assiduidade APIMEC Brasil 2024 por 7 anos de apresentações ininterruptos. Conquistou por cinco vezes o Prêmio Reclame Aqui, mais importante premiação de atendimento do Brasil.